# Amanita verna
Amanita verna, cũng được biết đến như Nấm trò lừa, là một loài nấm độc chết người, nó là một trong rất nhiều loài nấm của chi Amanita. Quả thể xuất hiện vào mùa hè và mùa đông, cả tai nấm, chân nấm và mang nấm đều có màu trắng.
Loài này ban đầu được mô tả bởi nhà nấm học Jean Baptiste François Pierre Bulliard.